# Coleophora erigerella
Coleophora erigerella é uma espécie de mariposa do gênero Coleophora pertencente à família Coleophoridae.